# واوکلرک
واوکلرک (به فرانسوی: Vauclerc) یک کامین در فرانسه است که در Canton of Thiéblemont-Farémont واقع شده‌است.

## خصوصیات
واوکلرک ۶٫۰۹ کیلومترمربع مساحت و ۴۵۵ نفر جمعیت دارد و ۱۰۵ متر بالاتر از سطح دریا واقع شده‌است.